# Мазурук, Илья Павлович
Илья́ Па́влович Мазуру́к (7 [20] июля 1906 — 2 января 1989) — советский полярный лётчик, начальник Управления полярной авиации Главсевморпути, Герой Советского Союза (27.06.1937), генерал-майор авиации (5.07.1946). Депутат Верховного Совета СССР 1-2 созывов (1937—1950).

## Молодость и начало службы
Илья Мазурук родился 7 июля (20 июля по новому стилю) 1906 года в городе Брест-Литовск в рабочей белорусской семье.
Работал сварщиком. После окончания семилетней школы работал в Орловском горкоме партии. В 1920-е годы жил в Липецке, работал помощником машиниста Липецкой электростанции, был секретарём комсомольской организации, заведующим агитпропом Липецкого, а затем Елецкого уездных комитетов комсомола. В 1925 году вступил в ВКП(б).
В Красную Армию направлен в октябре 1927 года по комсомольской путёвке. В 1928 году И. Мазурук окончил школу техников-механиков Красного Воздушного Флота в Ленинграде, а в 1930 году — 2-ю военную школу лётчиков имени Осоавиахима СССР в Борисоглебске. С февраля 1930 года служил в Управлении Гражданского воздушного флота (Ташкент, Алма-Ата). Участвовал в военных операциях против басмачей в Средней Азии. Как бортмеханик «Добролёта» приказом ПП ОГПУ в 1931 году награждён именным оружием — пистолетом «Маузер» с дарственной надписью «За успешную борьбу с контрреволюцией». В Средней Азии он служил в экипаже легендарного героя Гражданской войны В. Ф. Каминского.
Начав службу бортмехаником, вскоре стал лётчиком Гражданского воздушного флота (ГВФ), проходил тренировку в 3-й объединённой школе ГВФ (совр. назв. Балашовское ВВАУЛ). Кроме Средней Азии, в это время работал на авиалинии Одесса-Батум.

## На Дальнем Востоке
С февраля 1932 года служил лётчиком и командиром отряда на Дальнем Востоке, во Всесоюзном объединении воздушных сообщений «Трансавиация» — Дальневосточном управлении ГВФ (гидропорт в Хабаровске), одним из первых освоил дальневосточные воздушные трассы, в том числе на Сахалин (начальник эстафеты) и Камчатку, с 1935 года — командир 13-го гидроотряда Дальневосточного управления ГВФ в Хабаровске.
На самолёте В-3 (Junkers W 33) бортовой СССР Л21 совершил первый рейс Хабаровск — Иман (Дальнереченск) — Вторая Речка (Владивосток) 27 августа 1932 года. Эта дата считается днём рождения гражданской авиации Приморского края.
Участник строительства Комсомольска-на-Амуре. Именно на гидросамолёте S.55 И. П. Мазурук доставил в село Пермское комиссию, окончательно выбравшую место для строительства Комсомольска-на-Амуре. Уточняется, что правительственная комиссия под руководством первого заместителя наркома по военным и морским делам СССР и зампредседателя Реввоенсовета СССР Я. Б. Гамарника, а также представителя Наркомата тяжёлой промышленности — инспектора ВМС РККА Р. А. Муклевича прибыла в село Пермское на В-3 (Junkers W 33) с бортовым номером «СССР Л21» в январе 1932 года, где подписала «правительственный акт о постройке в с. Пермское большого промышленного комплекса». И. П. Мазурук привозил в феврале 1932 года и первую партию геологов на самолёте ЮГ-1 (JuG-1, модификация Юнкерса G.24) с бортовым номером «СССР-145». Воздушная гидролиния Хабаровск — Комсомольск-на-Амуре была открыта 20 февраля 1934 года.
В мае 1935 года за 45 часов совершил перелёт Москва-Сахалин. В честь 10-летия Сахалина «За долголетнюю работу по обслуживанию Сахалинской линии» Указом ЦИК СССР 16 мая 1935 года награждён орденом Красной Звезды.
Вот что говорил сам И. П. Мазурук будущим лётчикам:
…Моё завещание каждому молодому пилоту: кончил школу — лети на Дальний Восток. Это настоящий университет

## На Севере
В 1936 году прошёл курсы Высшей лётной подготовки при 1-й (Батайской) Краснознамённой объединённой авиационной школы ГВФ имени П. И. Баранова (ныне на этой базе существует Краснодарское высшее военное авиационное училище лётчиков).
С октября 1936 года работал лётчиком Управления полярной авиации Главсевморпути при Совнаркоме СССР.
В 1937 году в качестве командира самолёта ТБ-3 Мазурук участвовал в высадке первой дрейфующей научной станции «Северный полюс-1». За мужество и героизм, проявленные при выполнении этого задания, ему 27 июня 1937 года было присвоено звание Героя Советского Союза с вручением ордена Ленина.
С июля 1938 по июль 1941 года занимал пост начальника Управления полярной авиации Главсевморпути. Воинское звание полковник присвоено 29 января 1939 года. В 1939 году окончил курсы усовершенствования командного состава при Военно-воздушной академии РККА имени Н. Е. Жуковского.

## Советско-финская война
Во время советско-финской войны 1939—1940 годов И. П. Мазурук находился на фронте, прибыв туда добровольцем. Сначала занимался подготовкой молодых лётчиков к полётам в зимних условиях, затем вновь по личной просьбе был назначен командиром отдельной ночной бомбардировочной эскадрильи при командующем ВВС 8-й армии. На бомбардировщике ТБ-3 выполнил несколько боевых вылетов.

## Великая Отечественная война
Участник Великой Отечественной войн с июня 1941 года. В июле 1941 года назначен командиром 2-й авиационной группы Военно-воздушных сил Северного флота, сформированной на базе полярной авиации (с сентября 1941 года именовалась авиагруппой Северного отряда Беломорской военной флотилии). Группа отвечала за защиту морских коммуникаций и проводку судов в северных морях. В декабре 1941 года назначен заместителем начальника Главсевморпути при СНК СССР.
С августа 1942 года — начальник Красноярской воздушной трассы ВВС РККА. Лично освоил весь маршрут трассы, начиная с Аляски. С июня 1943 года — командир 1-й перегоночной авиационной дивизии Авиации дальнего действия на перегоночной трассе Алсиб, проходящей из Аляски в СССР (Красноярск), для поставок по ленд-лизу американских самолётов.
С июля 1944 года вновь служил заместителем начальника Главсевморпути при СНК СССР и начальником Управления полярной авиации Главсевморпути.

## После войны
Находился на этих должностях и после войны на протяжении двух лет. Генерал-майор авиации (звание присвоено 5 июля 1946 года). С апреля 1947 года И. П. Мазурук работал заместителем начальника Научно-испытательного института ГВФ. С ноября 1949 года — начальник лётной инспекции — заместитель начальника Управления полярной авиации Главсевморпути, совершил 254 полёта на дрейфующие станции. В 1950 году был участником воздушной высокоширотной экспедиции «Север-5».
В феврале 1953 года уволен в запас из Вооружённых Сил, но продолжал работать в полярной авиации Главсевморпути. В 1956—1957 годах возглавлял лётный отряд морской части Второй советской комплексной антарктической экспедиции. В марте 1957 года И. П. Мазурук вместе с лётчиком А. С. Поляковым впервые осуществил посадку самолёта Ан-2 на вершину айсберга в Антарктиде.

Могила Мазурука на Троекуровском кладбище Москвы.

И. П. Мазурук жил в Москве, умер 2 января 1989 года и похоронен на Троекуровском кладбище Москвы (1-й уч.).

## Семья
- Жена — Виктория Юрьевна Мазурук (1917—1977) (впоследствии стала женой писателя Вадима Кожевникова).
  - Дочь — Ирина Мазурук (1936—1985), сценарист, киноактриса, гражданская жена Олега Ефремова (1927—2000), жена Виля Липатова (1927—1979), Кима Бакши.
- Жена (вторая) — Тамара Августовна Мазурук (1914—1999), похоронена вместе с мужем.
  - Дочь (приёмная) — Татьяна Ильинична Мазурук (1935—2000), архитектор.

## Награды
- Медаль «Золотая звезда» № 39 Героя Советского Союза (27.06.1937)
- Два ордена Ленина (27.06.1937; 19.04.1954)
- три ордена Красного Знамени (19.05.1940; 28.02.1945[18]; 20.06.1949)
- три ордена Отечественной войны 1-й степени (13.03.1944[19]; 8.07.1945[20]; 11.03.1985[21])
- два ордена Трудового Красного Знамени (03.05.1940, «за выдающиеся заслуги в деле освоения Северного Морского Пути и районов Крайнего Севера, а также за образцовую и самоотверженную работу в период арктических навигаций 1938 и 1939 годов»; 29.08.1955);
- три орденами Красной Звезды (16.05.1935, 10.11.1945[22]; 2.12.1945)
- медали СССР, в том числе:
  - медаль «За боевые заслуги» (3.11.1944) — за выслугу лет[20];
  - медаль «За оборону Москвы» (1944);
  - медаль «За оборону Советского Заполярья» (1945)[23];
  - медаль «За победу над Германией в Великой Отечественной войне 1941—1945 гг.»"[24];
  - юбилейные медали;
- Иностранные награды.

## Память

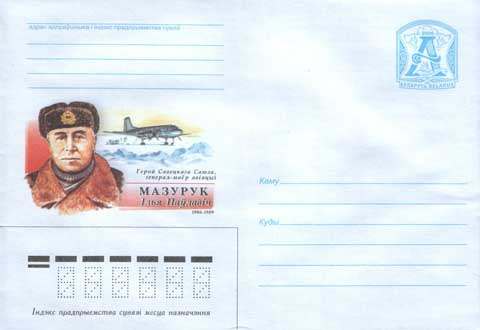
Почтовый конверт Белоруссии, 2006 год.

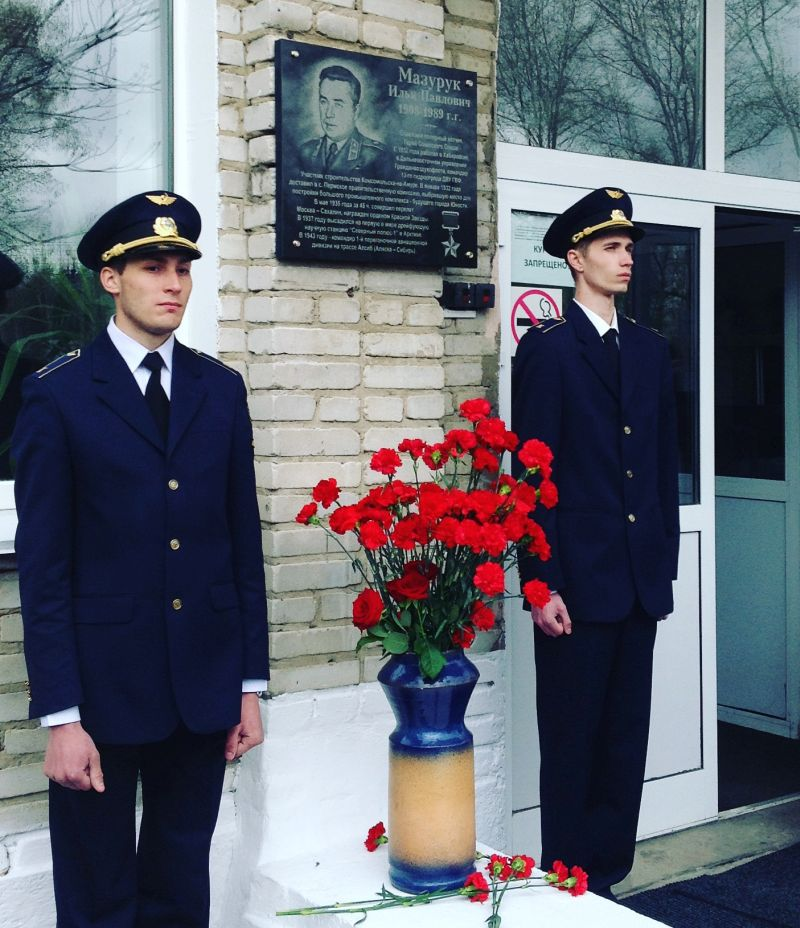
Мемориальная доска Илье Мазуруку в Хабаровске

- В 1932 году жители района имени Сергея Лазо Хабаровского края на берегу реки Хор воздвигли монумент из камня и дерева в честь лётчика И. П. Мазурука за спасение в наводнение. Место памятника в современное время найти не могут[25].
- Буксирный пароход «Мазурук» — переделанный в тральщик, в составе Амурской Краснознаменной флотилии с 1941 года[26].
- В Липецке есть улица Мазурука.
- В посёлке городского типа Сеймчан Среднеканского района Магаданской области (часть Алсиб с 1943 года) есть улица Мазурука.
- В 2006 году был выпущен почтовый конверт Белоруссии, посвящённый И. П. Мазуруку.
- В Бресте есть улица Мазурука.
- И. П. Мазурук подарил Московскому зоопарку белого медвежонка, привезённого им с острова Котельный[27]. Об этом случае увлекательно написала Вера Чаплина в рассказе «Фомка — белый медвежонок» (из цикла «Питомцы зоопарка»), десятки раз издававшемся в нашей стране и переведённом на многие иностранные языки. Об эпизоде с белым медвежонком также написал стихотворение поэт С. Я. Маршак.
- 5 мая 2018 года на здании Хабаровского филиала Санкт-Петербургского университета Гражданской авиации (Матвеевское шоссе, 45) открыта мемориальная доска Илье Мазуруку силами Общественного совета по сохранению исторического наследия Дальнего Востока при ВООПИиК (Хабаровск)[28][29].

## Сочинения
- Мазурук, И. П. Наша авиация / М. С. Брусиловская. — М.: Детгиз, 1954. — 112 с. — 400 000 экз. Архивировано 22 сентября 2012 года.
- Лебедев, А. А.; Мазурук, И. П. Над Арктикой и Антарктикой. — М.: Мысль, 1991. — 317 с. — ISBN 5-244-00434-4.
- Лебедев, А. А.; Мазурук, И. П. Лётчики-испытатели Аэрофлота. — М.: Машиностроение, 1991. — 191 с. — ISBN 5-217-01372-9.
- Мазурук И. П. Воздушная трасса Аляска — Сибирь. // Военно-исторический журнал. — 1977. — № 3. — С. 48-52.